# Isabelle d'Angleterre (1332-1379)
Pour les articles homonymes, voir Isabelle d'Angleterre.
Titre
Comtesse de Soissons
1367 – 1379
Isabelle d'Angleterre (16 juin 1332 -  avril 1379) était la fille aînée du roi Édouard III d'Angleterre et de Philippa de Hainaut, et l'épouse d'Enguerrand VII de Coucy, avec qui elle eut deux filles. 

## Jeunesse
Isabelle était le deuxième enfant du couple royal et leur fille aînée. Nommée d'après sa grand-mère paternelle, Isabelle de France, Isabelle serait la fille préférée de son père, mais était moins proche de sa mère. 
Née au Palais de Woodstock, dans l'Oxfordshire, le 16 juin 1332,, elle était un bébé très choyé par ses parents. Elle dormait dans un berceau doré doublé de taffetas et recouvert d'une couverture de fourrure. Ses robes étaient en soie italienne brodées de bijoux et doublées de fourrure. Isabelle avait, avec ses frères et sœurs, sa propre maison, employant de nombreux serviteurs comprenant un aumônier personnel, des musiciens, un gouverneur et une gouvernante, et trois dames d'honneur ainsi que des palefreniers, écuyers, commis, majordomes et cuisiniers. Enfant, Isabelle a été envoyée chez Guillaume et Elizabeth St Omer avec son frère aîné Edouard et sa sœur cadette Jeanne. 

## Fiançailles
Quand elle n'avait que 3 ans, son père a tenté d'organiser un mariage entre elle et Pierre Ier de Castille, l'héritier du royaume de Castille ; cependant, c'est sa sœur cadette Jeanne qui sera choisie, mais elle mourut avant de pouvoir se marier. [réf. nécessaire]
Décrite comme étant trop gâtée, volontaire et extravagante, Isabelle - fait exceptionnel pour l'époque - est restée célibataire jusqu'à l'âge de 33 ans. Elle avait auparavant fait l'objet de diverses propositions de fiançailles, cependant, aucune n'avait aboutie. Le 15 novembre 1351, alors qu'elle avait 19 ans, cinq navires reçurent l'ordre de l'emmener en Gascogne où elle devait épouser Bernard d'Albret, comme convenu précédemment. Il était le deuxième fils de Bernard Ezi IV, seigneur d'Albret. Au dernier moment, Isabelle a changé d'avis et le mariage a été annulé. Son père ne semble pas avoir tenu rigueur de son comportement capricieux puisqu'il lui a accordé la propriété de Burtsall Priory dans le Yorkshire en 1355. Il lui a également accordé la somme de 1 000 marks par an.  
Finalement, elle a été autorisée à épouser Enguerrand VII de Coucy, un riche seigneur français dont elle était tombée amoureuse. De sept ans son cadet, il était le fils et héritier d'Enguerrand VI de Coucy et de Catherine d'Autriche. 

## Mariage et descendance
Le mari d'Isabelle avait été amené en Angleterre en 1360 en tant qu'otage échangé contre la liberté du roi Jean II de France. Ils se sont mariés le 27 juillet 1365, au château de Windsor. Le père de la princesse lui a accordé une dot de 4 000 livres et un revenu annuel important, ainsi que des quantités de bijoux et de terres de valeurs ; au fiancé ont été rendues les terres de sa famille dans les comtés de Yorkshire, Lancashire, Westmorland et Cumberland, et il a été libéré sans besoin de rançon. 
En novembre 1365, Isabelle et son mari ont été autorisés à rentrer en France ; leur première fille, Marie, est née sur les terres familiales à Coucy en avril 1366. Ils sont revenus plus tard pour une visite en Angleterre, à cette occasion, le couple est nommé comte et comtesse de Bedford le 11 mai 1366. Après la naissance de leur deuxième fille, Philippa, en 1367, Enguerrand et Isabelle ont également été faits comte et comtesse de Soissons par Edouard. Parce que son mari a également servi le roi de France en tant que chef militaire, il était souvent absent de chez lui, par conséquent, Isabelle, bien que vivant principalement avec Enguerrand à Coucy, rendait de fréquentes visites à sa famille en Angleterre. Elle a été faite Dame de la Jarretière en 1376. 
Isabelle a eu deux enfants par son mariage avec Enguerrand de Coucy : 
- Marie Ire de Coucy (avril 1366 - 1404), suo jure comtesse de Soissons. Elle a épousé Henri de Marle, un neveu de Charles V de France, par qui elle a eu des enfants. Après la mort de son père, elle a contesté l'héritage de ses terres avec sa belle-mère, Isabelle de Lorraine, avant de mourir subitement. Après sa mort, son patrimoine a été réuni aux domaine royal français ;
- Philippa de Coucy (1367–1411), née à Eltham et nommée d'après la mère d'Isabelle[1]. Elle a épousé Robert de Vere, comte d'Oxford, en 1371, et a vécu en Angleterre. Elle est morte sans enfant.

## Décès
Isabella était aux côtés de son père quand il est décédé le 21 juin 1377, après avoir été convoquée d'urgence en France en avril. 
Après l'accession au trône de Richard II, le neveu d'Isabelle, en août 1377, Enguerrand a renoncé à toutes ses possessions anglaises. Isabelle est décédée peu après en Angleterre dans des circonstances mystérieuses, séparée de son mari et de sa fille aînée, Marie. 
Sa mort a eu lieu soit en avril 1379, soit entre le 17 juin et le 5 octobre 1382. Elle est inhumée à Christ Church Greyfriars. Sept ans après sa mort, son mari a pris pour deuxième épouse Isabelle, fille de Jean Ier de Lorraine et de Sophie de Wurtemberg. 

## Fiction
Le récit romancé de Molly Costain Haycraft sur la vie d'Isabelle et sa relation avec son mari, The Lady Royal, raconte plusieurs incidents dans la vie de la princesse et d'autres membres de la famille d'Edouard III, mais contient un certain nombre d'erreurs historiques. La principale d'entre eux est l'explication du titre du livre ; selon l'histoire, Isabelle aurait été titrée princesse royale et plus tard "Lady Royal" par ses parents. C'est impossible, étant donné que le titre de princesse royale n'a pas été créé avant le règne de Charles Ier d'Angleterre.